# لوك بامبريدجي
لوك بامبريدجي (بالإنجليزية: Luke Bambridge)‏ مواليد 21 يناير 1995 في نوتنغهام، هو لاعب كرة مضرب بريطاني يلعب باليد اليمنى ويحتل حالياً المرتبة رقم. 643 (15 يونيو 2015) في تصنيف رابطة محترفي كرة المضرب. أعلى تصنيف له في الفردي كان المركز الـ 503 في سنة 2014.

## روابط خارجية
- لوك بامبريدجي على موقع رابطة محترفي التنس (الإنجليزية)
- لوك بامبريدجي على موقع الاتحاد الدولي لكرة المضرب (الإنجليزية)
- لوك بامبريدجي على موقع خلاصة التنس.كوم (الإنجليزية)
- لوك بامبريدجي على موقع إي إس بي إن.كوم (الإنجليزية)